# ULEB Cup 2003/04
Die Saison 2003/04 war die 2. Spielzeit des von der ULEB ausgetragenen ULEB Cup, der heute als EuroCup firmiert.
Den Titel gewann Hapoel Jerusalem aus Israel.

## Modus
Es nahmen 36 Mannschaften aus 16 Nationen teil. Die Saison begann am 11. November 2003 und endete mit dem Finale am 13. April 2004.
In der Gruppenphase spielten die 36 Teams in 6 Gruppen mit je sechs Teams. Es wurde eine Doppelrunde jeder gegen jeden gespielt. Die beiden Besten jeder Gruppe und die vier besten Drittplatzierten erreichten das Achtelfinale. Die Sieger in diesem sowie im Viertelfinale und im Halbfinale wurden in Hin- und Rückspiel ermittelt. Das Finale wurde in einem Spiel ausgetragen.

## Teilnehmer an der Hauptrunde
| Land                   | Anzahl | Mannschaften             | Mannschaften           | Mannschaften      | Mannschaften             | Mannschaften | Mannschaften   |
| ---------------------- | ------ | ------------------------ | ---------------------- | ----------------- | ------------------------ | ------------ | -------------- |
| Spanien                | 6      | Estudiantes Madrid       | CB Gran Canaria        | DKV Joventut      | Etosa Alicante           | Real Madrid  | Caprabo Lleida |
| Deutschland            | 4      | Telekom Baskets Bonn     | BS Energy Braunschweig | RheinEnergie Köln | Opel Skyliners Frankfurt |              |                |
| Serbien und Montenegro | 4      | BC Reflex Belgrad        | KK Roter Stern Belgrad | KK Budućnost      | Atlas Belgrad            |              |                |
| Frankreich             | 3      | Le Mans Sarthe Basket    | BCM Gravelines         | Cholet Basket     |                          |              |                |
| Italien                | 3      | Breil Milano             | Metis Varese           | Virtus Bologna    |                          |              |                |
| Kroatien               | 3      | Croatia Osiguranje Split | KK Zadar               | KK Zagreb         |                          |              |                |
| Belgien                | 2      | Spirou BC Charleroi      | RBC Verviers-Pepinster |                   |                          |              |                |
| Griechenland           | 2      | Ionikos NF Egnatia Bank  | Makedonikos            |                   |                          |              |                |
| Niederlande            | 2      | EiffelTowers Nimwegen    | Demon Astronauts       |                   |                          |              |                |
| Bulgarien              | 1      | Lukoil Akademik          |                        |                   |                          |              |                |
| Israel                 | 1      | Hapoel Jerusalem         |                        |                   |                          |              |                |
| Lettland               | 1      | BK Ventspils             |                        |                   |                          |              |                |
| Litauen                | 1      | Lietuvos rytas Vilnius   |                        |                   |                          |              |                |
| Österreich             | 1      | Kapfenberg Bulls         |                        |                   |                          |              |                |
| Polen                  | 1      | Prokom Trefl Sopot       |                        |                   |                          |              |                |
| Vereinigtes Königreich | 1      | Brighton Bears           |                        |                   |                          |              |                |

## Gruppenphase

### Gruppe A
| Team                   | Sp | S | N  | P+  | P-  |
| ---------------------- | -- | - | -- | --- | --- |
| 1. Breil Milano        | 10 | 8 | 2  | 787 | 684 |
| 2. Real Madrid         | 10 | 7 | 3  | 804 | 728 |
| 3. Lukoil Akademik     | 10 | 7 | 3  | 855 | 828 |
| 4. Skyliners Frankfurt | 10 | 6 | 4  | 786 | 715 |
| 5. KK Zagreb           | 10 | 2 | 8  | 776 | 882 |
| 6. Demon Astronauts    | 10 | 0 | 10 | 656 | 827 |

### Gruppe B
| Team                 | Sp | S | N | P+  | P-  |
| -------------------- | -- | - | - | --- | --- |
| 1. Caprabo Lleida    | 10 | 8 | 2 | 796 | 729 |
| 2. CB Gran Canaria   | 10 | 6 | 4 | 770 | 670 |
| 3. RheinEnergie Köln | 10 | 6 | 4 | 740 | 785 |
| 4. KK Zadar          | 10 | 5 | 5 | 773 | 734 |
| 5. Atlas Belgrad     | 10 | 3 | 7 | 748 | 774 |
| 6. Kapfenberg Bulls  | 10 | 1 | 9 | 710 | 845 |

### Gruppe C
| Team                   | Sp | S | N | P+  | P-  |
| ---------------------- | -- | - | - | --- | --- |
| 1. Metis Varese        | 10 | 7 | 3 | 844 | 770 |
| 2. BK Ventspils        | 10 | 7 | 3 | 811 | 772 |
| 3. Spirou Charleroi    | 10 | 6 | 4 | 756 | 759 |
| 4. Roter Stern Belgrad | 10 | 5 | 5 | 819 | 815 |
| 5. Etosa Alicante      | 10 | 3 | 7 | 769 | 820 |
| 6. BCM Gravelines      | 10 | 2 | 8 | 705 | 768 |

### Gruppe D
| Team                      | Sp | S | N | P+  | P-  |
| ------------------------- | -- | - | - | --- | --- |
| 1. BC Reflex Belgrad      | 10 | 9 | 1 | 806 | 714 |
| 2. Hapoel Jerusalem       | 10 | 6 | 4 | 833 | 800 |
| 3. DKV Joventut           | 10 | 6 | 4 | 801 | 781 |
| 4. RBC Verviers-Pepinster | 10 | 3 | 7 | 755 | 779 |
| 5. Virtus Bologna         | 10 | 3 | 7 | 769 | 816 |
| 6. Telekom Baskets        | 10 | 3 | 7 | 747 | 815 |

### Gruppe E
| Team                   | Sp | S | N | P+  | P-  |
| ---------------------- | -- | - | - | --- | --- |
| 1. Estudiantes Madrid  | 10 | 9 | 1 | 833 | 728 |
| 2. Makedonikos         | 10 | 6 | 4 | 778 | 786 |
| 3. Le Mans Sarthe      | 10 | 5 | 5 | 791 | 773 |
| 4. KK Budućnost        | 10 | 5 | 5 | 820 | 835 |
| 5. EiffelTowers        | 10 | 3 | 7 | 818 | 832 |
| 6. Energy Braunschweig | 10 | 2 | 8 | 769 | 855 |

### Gruppe F
| Team                        | Sp | S | N | P+  | P-  |
| --------------------------- | -- | - | - | --- | --- |
| 1. Lietuvos rytas           | 10 | 8 | 2 | 786 | 660 |
| 2. Prokom Trefl Sopot       | 10 | 7 | 3 | 790 | 696 |
| 3. Brighton Bears           | 10 | 4 | 6 | 791 | 807 |
| 4. Croatia Osiguranje Split | 10 | 4 | 6 | 792 | 868 |
| 5. Cholet Basket            | 10 | 4 | 6 | 762 | 817 |
| 6. Ionikos NF               | 10 | 3 | 7 | 794 | 867 |

## Achtelfinale
|                     | Gesamt  |                        | Hinspiel | Rückspiel |
| ------------------- | ------- | ---------------------- | -------- | --------- |
| Makedonikos         | 147:153 | Caprabo Lleida         | 89:63    | 58:90     |
| Spirou BC Charleroi | 147:158 | Estudiantes Madrid     | 56:74    | 91:84     |
| Real Madrid         | 148:142 | CB Gran Canaria        | 87:68    | 61:63     |
| RheinEnergie Köln   | 157:174 | Metis Varese           | 68:79    | 89:95     |
| BK Ventspils        | 133:180 | BC Reflex Belgrad      | 61:71    | 72:109    |
| DKV Joventut        | 147:143 | Breil Milano           | 78:62    | 69:81     |
| Hapoel Jerusalem    | 159:153 | Prokom Trefl Sopot     | 77:67    | 82:86     |
| Lukoil Akademik     | 155:185 | Lietuvos rytas Vilnius | 77:80    | 78:105    |

## Viertelfinale
|                  | Gesamt  |                       | Hinspiel | Rückspiel |
| ---------------- | ------- | --------------------- | -------- | --------- |
| Hapoel Jerusalem | 159:153 | Lietuvos rytas        | 79:72    | 80:81     |
| Caprabo Lleida   | 150:163 | CB Estudiantes Madrid | 82:73    | 68:96     |
| Real Madrid      | 130:124 | Metis Varese          | 68:67    | 62:57     |
| Reflex Belgrad   | 160:156 | DKV Joventut          | 81:73    | 79:83     |

## Halbfinale
|                       | Gesamt  |                  | Hinspiel | Rückspiel |
| --------------------- | ------- | ---------------- | -------- | --------- |
| Reflex Belgrad        | 146:148 | Hapoel Jerusalem | 70:69    | 76:79     |
| CB Estudiantes Madrid | 148:165 | Real Madrid      | 75:83    | 73:82     |

## Finale
| Austragungsort | Datum      | Sieger           | Gegner      | Ergebnis |
| -------------- | ---------- | ---------------- | ----------- | -------- |
| Charleroi      | 13.04.2004 | Hapoel Jerusalem | Real Madrid | 82:73    |

### Finals (MVP)
- Kelly McCarty (Hapoel Jerusalem)